# Municipio de Huron (Dakota del Sur)
El municipio de Huron (en inglés: Huron Township) es un municipio ubicado en el condado de Pennington en el estado estadounidense de Dakota del Sur. En el año 2010 tenía una población de 32 habitantes y una densidad poblacional de 0,34 personas por km².

## Geografía
El municipio de Huron se encuentra ubicado en las coordenadas 44°7′21″N 102°11′11″O / 44.12250, -102.18639. Según la Oficina del Censo de los Estados Unidos, el municipio tiene una superficie total de 92.77 km², de la cual 92,25 km² corresponden a tierra firme y (0,56 %) 0,52 km² es agua.

## Demografía
Según el censo de 2010, había 32 personas residiendo en el municipio de Huron. La densidad de población era de 0,34 hab./km². De los 32 habitantes, el municipio de Huron estaba compuesto por el 93,75 % blancos, el 6,25 % eran amerindios. Del total de la población el 0 % eran hispanos o latinos de cualquier raza.